# Sandersiella kikuchii
Espèce
Sandersiella kikuchii est une espèce de céphalocarides de la famille des Hutchinsoniellidae.

## Distribution
Cette espèce est endémique du Japon. Elle se rencontre à trois-cents mètres de profondeur dans l'océan Pacifique.

## Étymologie
Cette espèce est nommée en l'honneur de Taiji Kikuchi.

## Publication originale
- Shimomura & Akiyama, 2008 : Description of a new species of Cephalocarida, Sandersiella kikuchii, and redescription of S. acuminata Shiino based upon the type material. Journal of Crustacean Biology, vol. 28, no 3, p. 572-579.